# Соленоводен крокодил
Соленоводният или естуарен крокодил (Crocodylus porosus) е най-едрото съвременно влечуго в света. Смята се за най-голям от четирите вида най-големи крокодили в света, заедно с гавиала, нилския крокодил и черния кайман. Наименованието му идва от факта, че освен в сладководни басейни се среща и в солени води, най-вече в устията на реките (естуари) и някои крайбрежни райони. Освен соленоводен и естуарен, този вид има и трето название, гребенест крокодил, заради изглеждащите като шипове образувания по гърба му, наподобяващи гребен. 
Соленоводният крокодил е разпространен в Югоизточна Азия, Северна Австралия и околните острови. Среща се и по някои от островите на Микронезия и Соломонови острови. Въпреки зловещата си и заслужена слава на животни-човекоядци, тези крокодили заемат много важна екологична ниша в екосистемата на тези земи, а  нападенията им са провокирани главно от постоянното заселване на непрекъснато растящото население на региона и всъщност най-вече от самите хора (включително - ловци на крокодили), които непрекъснато стесняват ареала на крокодилите, предизвиквайки все по-чести срещи с големите влечуги.

## Анатомия
Соленоводните крокодили имат голяма глава, с широки и мощни челюсти. На цвят е сив, като към опашката потъмнява, а хълбоците и корема често са изпъстрени с петна.

## Хранене
Освен с дребна плячка като риби, влечуги и птици, соленоводният крокодил се храни и с доста едри животни като биволи, кенгурута, маймуни, елени, акули, делфини, врани и др. 
Често напада и хора, вземайки ежегодно значителни жертви - по официални данни по 2000 души годишно, макар че повечето случаи остават нерегистрирани. 
В историята е останало едно от най-мащабните нападения на крокодили в нощта на 19 срещу 20 февруари 1945 г., когато в Бирма (днес Мианмар) по време на Втората Световна война съюзническите сили обграждат японски пехотинци, при мангровите блата на остров Рамри, край бирманското крайбрежие. В утрото на 20 февруари от 800 – 1000 войници оцелели се оказват само 200, останалите били убити от обитаващите района соленоводни крокодили.

## Рекорди
Този крокодил е най-големият от всички видове – възрастните индивиди достигат дължина над 7 метра и тегло 1000 кг. Улавяни са и рекордни по размери представители на вида, като дългият 8,4 метра крокодил от австралийския щат Куинсланд, заловен през 1957 г., огромен крокодил от Папуа-Нова Гвинея, тежащ 1114 кг., 7,5-метров екземпляр от Индия, но първенец е крокодилът от индонезийския остров Суматра, уловен през 1978 г., който е бил дълъг 8,6 метра и тежащ 1352 кг. През 2011 г. на Филипините е уловен крокодил дълъг 6,4 метра, с тегло 1975 кг.

## Ареал и опазване
За разлика от повечето видове крокодили, които обитават само сладки води, соленоводният крокодил може да се срещне освен в реки, езера и блата, а също и в океанските крайбрежия, най-вече в лагуни или устия на реки.
Тъй като много райони на Югоизточна Азия са гъсто населени, броят на соленоводните крокодили значително е намалял. Влечугото обаче има обширен ареал и докато в страни като Индия, Тайланд, Виетнам, Филипините, Бангладеш има малка популация, то тя е голяма в слабо населени места като островите Борнео, Нова Гвинея и Сулавеси (Индонезия), а също и в страни като Лаос и Мианмар. Видът се среща и в в северната част на Австралия, в северните части на щатите Куинсланд и Северна територия. Соленоводни крокодили се срещат и на малки острови като архипелазите Микронезия, Палау и Соломонови острови.
Въпреки че повечето райони, в които се среща този вид крокодили, са слабо населени, популацията му е малка, заради бракониерство, но в последните години значително се повишава заради успеха на природозащитните организации.